# کریستیان اوستروولد
کریستیان اوستروولد (انگلیسی: Kristian Østervold; ۱۶ ژانویهٔ ۱۸۸۵ – ۲۹ ژوئیهٔ ۱۹۶۰) قایقران قایق بادبانی اهل نروژ بود.